# 築館警察署
築館警察署（つきだてけいさつしょ）は、かつて宮城県警察が管轄していた警察署である。

## 管轄区域
- 栗原市（旧栗原郡築館町、旧高清水町、旧一迫町、旧瀬峰町、旧志波姫町、旧花山村区域）

## 沿革
- 1877年（明治10年） - 古川警察署築館分署として発足。
- 1886年（明治19年） - 築館警察署に改称。
- 1954年（昭和29年） - 新警察法施行により築館警察署となる。
- 2025年（令和7年）3月21日 - 栗原警察署の設置により、若柳警察署とともに廃止[1][2]。

## 組織
宮城県警察組織規程に基づく。
- 会計課 - 会計係
- 警務課 - 警務係、相談係、被害者支援係
- 留置管理課 - 留置管理係
- 生活安全課 - 生活安全係
- 地域課 - 地域係
- 刑事課 - 捜査係、鑑識係
- 交通課 - 交通指導係、交通事故捜査係
- 警備課 - 警備係

## 交番
- 署所在地交番

## 駐在所
- 花山駐在所
- 一迫駐在所
- 富野駐在所
- 志波姫駐在所
- 瀬峰駐在所
- 高清水駐在所
- 玉沢駐在所

## 主な未解決事件
- 1990年（平成2年）1月16日に東北自動車道志波姫PA（下り線側）の植え込みから東京都内在住の男性の他殺死体が発見された事件。容疑者や被害者の失踪からの足取りがつかめないまま、被害者が失踪した1990年（平成2年）1月11日から15年経過した2005年（平成17年）1月11日午前0時をもって公訴時効が成立した。